# Knäcka
Knäcka är en svensk dramafilm från 2009, regisserad och skriven av Ivica Zubak. I rollerna ses bland andra Filip Benko, Jelena Mila och My Lestander.

## Handling
Goran blir relegerad från skolan och vet inte vad han ska göra med sitt liv. Ska han vara med sina gangstervänner eller lyssna till vännen Zeko som påtalar vikten av att gå i skolan. För tillfället är Goran nöjd med att dricka öl och stöta på tjejer. När hans mor blir sjuk och hamnar på sjukhus berättar hon att hon önskar besöka hemlandet Kroatien en sista gång. Hon har sparat pengar som ligger och väntar på Goran under hans huvudkudde. Han måste ta ett beslut som kommer att förändra hans liv för evigt.

## Rollista
- Filip Benko – Goran
- Jelena Mila – Marija, Gorans mor
- My Lestander – Linnea
- Ramazan Aslan	– Ramazan
- Can Demirtas – Jocke
- Georgi Staykov – Zeko
- Nick Wolf – Nick
- Peter Eggers – Markus
- Ivica Zubak – pizzabagare
- Fyr Thorvald Strömberg – Tomas
- Rainer Gerdes	– polis
- Mattias Sandström – polis
- Sophie Helsing – resebyråtjänsteman
- Hanna Alström – sjuksköterska
- Cengiz Aslan – kompis
- Abbe Gherab – kompis
- Sophie Helsing – kvinna på resebyrån
- Jelena Ivanisevic – Marija
- Birgitta Leijonhufvud
- Thomas Oredsson – läkaren
- Bahar Pars – sjuksköterska
- Anders Rune – Lars
- Emilie Sahlen – Afrodite
- Mattias Sandström – polis
- Martin Wadlund – polis
- Ulrika Wallvik – student

## Om filmen
Knäcka producerades av Martin Jern och Emil Larsson för Dansk Skalle AB och hade arbetstiteln Jag ska knäcka er. Filmen spelades in mellan den 3 och 31 juli 2006 i Bredäng och på Södermalm i Stockholm samt i Split i Kroatien. Filmen fotades av Linus Eklund och klipptes av Rickard Krantz. Musiken komponerades av Mario Adamson. Filmen hade premiär den 10 mars 1999 på Buff filmfestival i Malmö och visades den 20 april 2009 på Stockholms filmfestival. 2010, 2012 och 2013 visades den på Sveriges Television.